# Człuchów (stacja kolejowa)
Człuchów – stacja kolejowa w Człuchowie, leżąca na szlaku kolejowym Chojnice – Runowo Pomorskie (linia kolejowa 210).
Na stacji swój początek ma linia kolejowa nr 413 Człuchów – Przechlewo.
Po 1920, w związku z zamknięciem linii Chojnice – Człuchów, wybudowano łącznicę do Wierzchowa. Współcześnie przewiduje się budowę tzw. "bajpasu człuchowskiego Człuchów - Wierzchowo" w celu skierowania przez Człuchów pociągów Tczew – Piła.

## Ruch pasażerski

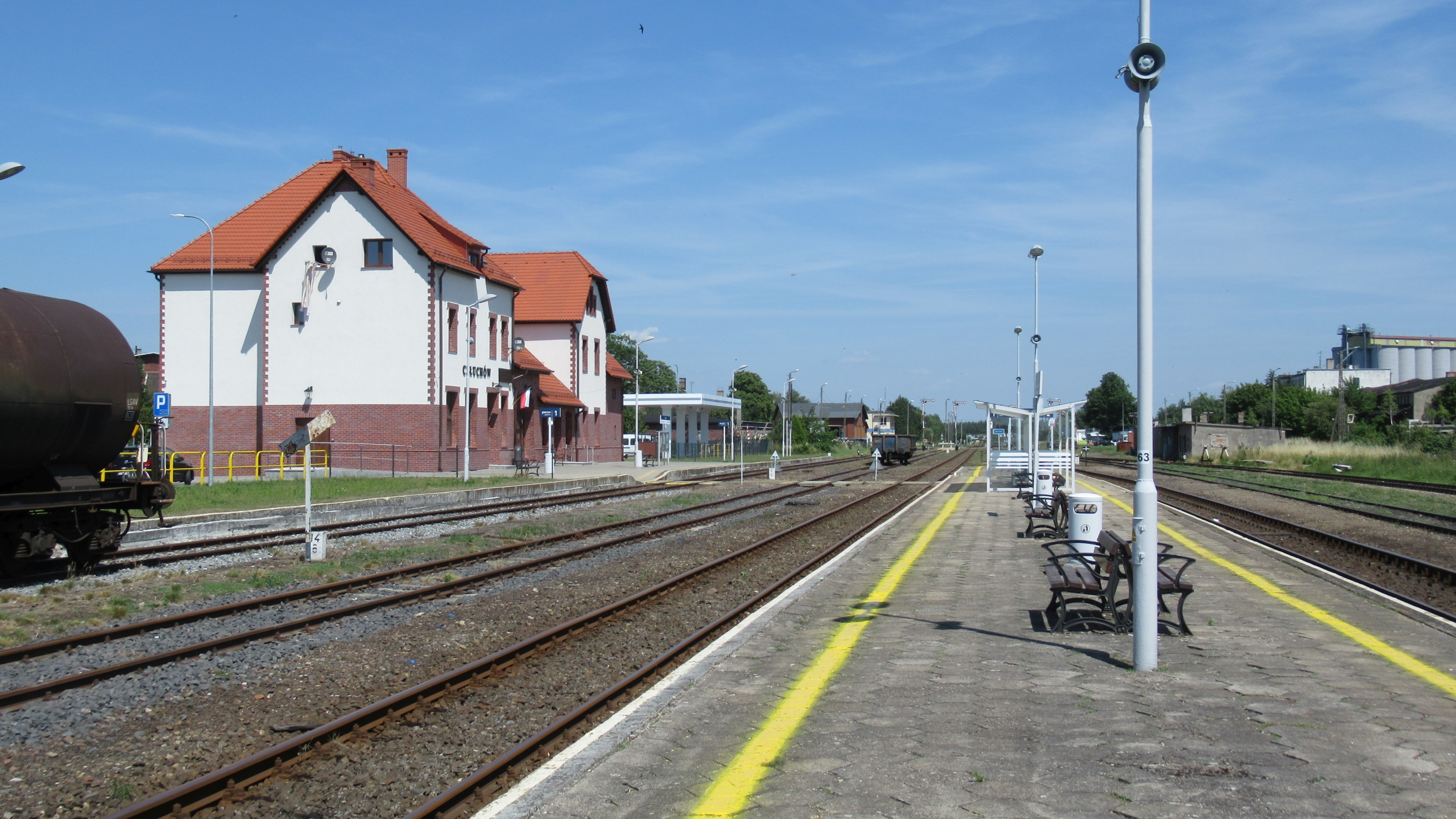
Widok w stronę Chojnic/Przechlewa. Z lewej strony dworzec kolejowy i peron 1 natomiast z prawej strony peron 2.

| Rok  | Wymiana pasażerska na dobę |
| ---- | -------------------------- |
| 2017 | 50-99                      |
| 2022 | 100-149                    |
| 2023 | 100-149                    |